# Navigation à l'estime
Pour les articles homonymes, voir Reckoning.
La navigation à l'estime est une méthode de navigation  qui consiste à déduire la position d'un véhicule (terrestre, maritime, aérien ou spatial ; piloté ou automatique) de sa route et de la distance parcourue depuis sa dernière position connue. Traditionnellement, cette méthode repose sur les instruments mesurant son cap  (compas), sa vitesse (loch, tachymètre, badin...) et le temps (chronomètre) ainsi qu'avec l'estimation éventuelle (ou le calcul) de l'influence de l'environnement (courant, vent) sur sa marche.
Elle est incertaine, car dépendante de la précision de la mesure de la route vraie (ou route sur le fond pour un navire) et de sa vitesse réelle. En pratique, en navigation maritime, on adopte une incertitude égale à 2 à 3 % de la distance parcourue, mais qui peut atteindre 5 % si les conditions météorologiques sont mauvaises. Avec un contrôle de la position au moins une fois par jour, on peut admettre en permanence un rayon d'incertitude toujours inférieur à 15 milles marins.
Il existe deux méthodes pour déterminer la position estimée : une méthode graphique en traçant les routes sur la carte (navigation côtière), et une méthode par le calcul (l'estime au large en utilisant les formules exactes ou formules approchées). Ces deux méthodes sont utilisées pour l'inverse de l'estime, qui consiste à déterminer la route et la distance entre une position de départ connue et une position d'arrivée choisie. Ces constructions et ces calculs donnent des routes loxodromiques.

## Calcul du point estimé
{\displaystyle M\,} étant la distance parcourue à la route {\displaystyle R_{v}\,} ;  {\displaystyle \varphi _{a},G_{a}\,} et {\displaystyle \varphi _{b},G_{b}\,} les coordonnées géographiques des points de départ et d'arrivée :  
{\displaystyle \varphi _{b}=\varphi _{a}+M\cos R_{v}\,}
et {\displaystyle G_{b}=G_{a}+{\frac {M\sin R_{v}}{\cos \varphi _{m}}}\,}
avec {\displaystyle \varphi _{m}={\frac {\varphi _{a}+\varphi _{b}}{2}}\,}
Cette formule approchée reste précise à 1 mille près pour {\displaystyle \scriptstyle M<375\,} milles marins.
Les calculateurs d'estime donnent directement les parcours en minutes de latitude (indicateur NS) et de longitude (indicateur EW). De simples additions algébriques permettent donc le calcul du point.
Autrefois, ces calculs, laborieux, étaient effectués au moyen de « table de points » (en France, table 900 ou table de Friocourt).  Ils nécessitaient par ailleurs de noter avec rigueur dans le journal de navigation les changements de route et de vitesse. Le courant était traité comme un parcours supplémentaire.
Au temps de la marine à voile, les hommes de quart utilisaient un renard, aide mémoire fait d'une planche généralement percée de trous (les marins étaient pour la plupart illettrés) et où ils mettaient des fiches pour noter les routes et vitesses, différentes observations, qui servaient ensuite au navigateur pour calculer son estime.
Aujourd'hui, avec l'apparition des systèmes de navigation satellitaire, cette méthode a perdu de son intérêt. Il s'agit toutefois d'un moyen autonome. C'est pourquoi il est recommandé (et obligatoire dans le cas de la marine professionnelle) de conserver les données permettant de tenir une estime même lorsqu'on dispose d'autres moyens de positionnement.